# Nytjärnen (Ströms socken, Jämtland, 712989-145372)
Nytjärnen är en sjö i Strömsunds kommun i Jämtland och ingår i Ångermanälvens huvudavrinningsområde.